# 팀 다우니
티머시 리처드 "팀" 다우니(영어: Timothy Richard "Tim" Downie, 1977년 ~ )는 잉글랜드의 배우, 작가이다. 영화 《킹스 스피치》(2010)에서 글로스터 공작 헨리 역으로 출연했다. 《패딩턴》(2014)에서는 탐험가 몽고메리 클라이드 역을 맡아 회상 장면에서 출연했다.

## 출연 작품

### 영화
- 킹스 스피치 (2010) - 글로스터 공작 헨리 역
- 레미제라블 (2012) - 브레벳 역
- 패딩턴 (2014) - 몽고메리 클라이드 역
- 대테러 님로드 작전 (2017) - 지미 역
- 워 머신 (2017) - 폴 스미어 역
- 더 머시 (2018)

### 텔레비전
- 아웃랜더 (2018-20)